# August Band
August Band (taj. ออกัส) – tajlandzka grupa popowa założona w 2007 roku w Bangkoku, składająca się z jedenastu członków.
Jest to zespół typu boysband. Grupa powstała na potrzeby filmu The Love of Siam (jeden z głównych bohaterów był wokalistą tego zespołu), jednak za sprawą tego filmu grupa zyskała popularność nie tylko w Tajlandii, ale także w innych krajach Azji (np. w Chinach), w związku z czym jej członkowie zdecydowali się zawiązać ją na dłużej, stając się częścią przemysłu muzycznego Tajlandii.

## Członkowie

### Obecni
- Witwisit Hirayawongkul – wokal
- Chanon Rigulasulakarn – gitara
- Watcharit Awasiripong – instrumenty dęte
- Patomawat Wansukprasert – saksofon
- Attanan Piyaset – instrumenty klawiszowe
- Napantnat Puangomsin – gitara basowa
- Natapong Navasilawat – wokal
- Suwapat Songsiangchai – wokal
- Poskorn Wirunsup – wokal
- Wannaphong Jangbumrung – perkusja
- Tossaporn Bhunmi – gitara elektryczna

### Byli
- Joke Devias
- Chalothorn Chomchan
- Voraphat Dejkajonwuth